# JKT48盛典
《JKT48 Festival》是印度尼西亚偶像组合JKT48的专辑。在2017年2月22日由Hits Records发售。歌词中大部分都是从日语翻译成印度尼西亚语的。

## 概要
與前作《Mahagita》將近約11個月的距離的專輯唱片。專輯附有《JKT48第17張單曲選拔總選舉》的投票卷。
這張專輯于當地快餐连锁店肯德基限定发行，總共收录11首歌曲。
專輯中的新歌原曲是NMB48的歌曲《海岸邊最可愛的女孩！》（ナギイチ），《絕滅黑髮少女》，HKT48的歌曲《甜瓜汁》（メロンジュース）以及AKB48 Team A的歌曲《未來的門》（未来の扉）。

## 收錄歌曲

### 通常盤
CD
1. 《JKT48 Festival》
（日文原版作詞：秋元康，作曲：つじたかひろ）
原曲收錄于AKB48 Team Surprise 重力共鳴公演《AKB盛典》。
2. 《Seishun no Laptime》（Laptime Masa Remaja）
收錄于第2张專輯《Mahagita》。
3. 《Nagiichi》 - Team J
（日文原版作詞：秋元康，作曲：炭田慎也，編曲：生田真心）
原曲收錄于NMB48第4张单曲《海岸邊最可愛的女孩！》。
4. 《Zetsumetsu Kurokami Shoujo》（Gadis Rambut Hitam yang Punah）- Team KIII
（日文原版作詞：秋元康，作曲、編曲：GRAVITY）
原曲收錄于NMB48第1张单曲《絕滅黑髮少女》。
5. 《Melon Juice》 - Team T
（日文原版作詞：秋元康，作曲、編曲：井上ヨシマサ）
原曲收錄于HKT48第1张单曲《甜瓜汁》。
6. 《Mirai no Tobira》（Pintu Masa Depan）
（日文原版作詞：秋元康，作曲：太田美知彦，編曲：藤田哲也）
原曲收錄于AKB48 Team A 2nd Stage《想见你》。
7. 《Heavy Rotation》
收錄于第1张專輯《Heavy Rotation》。
8. 《Gingham Check》
收錄于第6张單曲《Gingham Check》。
9. 《Kibouteki Refrain》（Refrain Penuh Harapan）
收錄于第10张單曲《Kibouteki Refrain》。
10. 《Mae Shika Mukanee》（Hanya Lihat Ke Depan）
收錄于第13张單曲《Mae Shika Mukanee》。
11. 《Saikou ka yo》（Luar Biasa）
收錄于第15张單曲《Saikou ka yo》。